# Бакланов, Александр Васильевич
Алекса́ндр Васи́льевич Бакла́нов (род. 1954) — советский и российский художник. Народный художник РФ (2003), Академик Российской академии художеств по Отделению дизайна (2012, член-корреспондент с 2008). Член Союза художников (1979), профессор.

## Биография
Родился 26 августа 1954 года в с. Шишкино Вагайского р-на Тюменской области. Окончил художественно-графический факультет ЛГПИ им. А.И. Герцена в 1977 году, руководитель дипломной работы — Л. В. Кабачек.
Работал на Ленинградском монетном дворе художником (с 1979 года), главный художник (с 1987 года). Главный художник дизайнерского центра ФГУП (с 2016г. — АО) «Гознак» (с 2007 года).
Профессор кафедры скульптуры Института живописи, скульптуры и архитектуры им. И.Е. Репина (с 2000 года); руководитель персональной мастерской медальерного искусства скульптурного факультета Института им. И.Е. Репина. Профессор кафедры декоративно-прикладного искусства факультета изобразительного искусства РГПУ им. А.И. Герцена (c 2000 года).
Живёт и работает в Санкт-Петербурге.

## Основные проекты и произведения
Автор государственных наград Российской Федерации 
4 степени и 2 медали ордена «За заслуги перед Отечеством»
Орден «За морские заслуги»
Медали Суворова; Пушкина
Юбилейные медали «60 лет Победы в Великой Отечественной войне 1941-1945 гг.»; «300 лет Российскому флоту»; «100 лет Транссибирской магистрали»
Разработал эскизы для восстановления 4 степеней ордена Св. Георгия
Участвовал в воссоздании ордена Св. Андрея Первозванного.
Автор всех видов разменных монет Российской Федерации образца 1997 года.
Автор многочисленных памятных и инвестиционных монет Банка России
Автор серий памятных монет:«Сохраним наш мир»: Бурый медведь (1993, 1995, 1997), Соболь (1994, 1996, 1997), Рысь (1995), Белый медведь (4 монеты, 1997)
Исторические серии: «Дионисий» (4 монеты 2002г.), «Феофан Грек» (4 монеты 2004г.), «Андрей Рублев» (4 монеты 2007 г.)
Первая историческая серия «1000-летие России» (1988г.)
Вторая историческая серия «500-летие единого русского государства» (I) — (1989)
Третья историческая серия «500-летие единого русского государства» (II) — эпоха Петра I (1990)
Четвёртая историческая серия «500-летие единого русского государства» (III) – «Век Просвещения» (1992)
Историческая серия 250-летие открытия Русской Америки (1990—1991)
Монетная серия Русский балет 1989—1991 гг., серии «Спящая красавица» (1995), «Щелкунчик» (1996), «Лебединое озеро» (1997)
Монеты серии XXII Олимпийские зимние игры и XI Паралимпийские зимние игры 2014 года в Сочи («Прометей», «Мацеста», «История олимпийского движения в России», «Флора», «Фауна Сочи» (2014), и многие другие.

## Государственные и общественные награды и премии
- Заслуженный художник РФ (1996)
- Народный художник РФ (2003)
- Медаль «В память 300-летия Санкт-Петербурга»
- Восьмикратный лауреат ежегодного нумизматического конкурса американского издательства Krause Publications. Обладатель Гран-При в различных номинациях.

## Список международных наград
- Нумизматическая конвенция. Брауншвейг (Германия). Приз в номинации  «Лучшая палладиевая монета года» - монета достоинством 25 рублей «Петр I - преобразователь» (1991)
- Приз американского журнала «Ворлд коин ньюз» в номинации «Лучшая монета года на историческую тему» - серебряная монета достоинством 3 рубля «30 лет первого полета человека в космос» (1993)
- Приз американского журнала «Ворлд коин ньюз» в номинации «Лучшая монета года на историческую тему» - монета из медно-никелевого сплава достоинством 1 рубль «Суверенитет, демократия, возрождение» (1994)
- 3-е место по опросам читателей немецкого журнала «Дойче Мюнцен магазин» - золотая монета достоинством 100 рублей серии «Русский балет» (1994)
- Приз американского журнала «Ворлд коин ньюз» в номинации  «Лучшая серебряная монета года» - монета достоинством 100 рублей серия «Русский балет» (Щелкунчик) (1998)
- 3-е место по опросам читателей немецкого журнала «Дойче Мюнцен магазин» - золотая монета достоинством 50 рублей серии «850-лет основания Москвы». (1998)
- Приз американского журнала «Ворлд коин ньюз» в номинации  «Наиболее высокохудожественная монета года» ("За лучшее художественное исполнение") - монета достоинством 25 рублей, выпущенная к 225-летию Большого театра России (балет «Ромео и Джульетта») (2003)
- В Первом Международном конкурсе «Монетное созвездие-2007» в  номинации "Монета года" победила российская памятная монета "150-летие основания Государственной Третьяковской галереи" номиналом 25 рублей. Монета отчеканена из серебра с золотой вставкой. (2007)
- В Международном конкурсе «Монетное созвездие-2008» в номинации «Золотая монета года» победила монета Банка России «Андрей Рублев» номиналом 10 000 рублей. (2008)
- Приз «За вклад в развитие  российского рынка монет  из драгоценных металлов».
- В Международном конкурсе «Монетное созвездие-2009» монета Банка России «190-летие ФГУП «Гознак» номиналом 25 000 рублей признана победителем в двух номинациях- «Золотая монета года» и «Монета года» (2009).
- По данным авторитетного нумизматического журнала «Deutsches Münzen Magazin» — золотая памятная российская монета «Фауна Сочи» из программы Банка России «Сочи 2014» признана монетой 2012 года. Номинал – 1000 рублей (2013)

## Признание коллег
По словам президента Российской академии художеств Зураба Церетели, Александр Васильевич Бакланов является выдающимся представителем современного искусства.